# Meine Mutter will ein Enkelkind
Meine Mutter will ein Enkelkind ist ein deutscher Fernsehfilm von Jurij Neumann aus dem Jahr 2020. Es ist der vierte Teil der Filmreihe Meine Mutter … mit Diana Amft, Stephan Luca und Margarita Broich in den Hauptrollen.

## Handlung
Obwohl der Landgasthof von „Toni“ und Rufus sehr gut läuft, hat Rufus nicht aufgegeben seinen Gourmetstern zurückzuerlangen, der ihm versehentlich aberkannt worden war. Deshalb hat er sich zum Kongress der Sterneköche in Madeira angemeldet und lässt seine Frau für eine Woche in der „Kupferkanne“ allein. Von ihrer Mutter hat sie allerdings diesmal nicht allzu viel Hilfe, denn sie steht gerade vor der Eröffnung ihrer Pension. Kaum ist Rufus abgereist, erscheint das junge Mädchen Mia im Gasthof und wünscht Rufus van Berg zu sehen. Tonis Mutter ist ein wenig irritiert, weil sich Mia recht seltsam benimmt. Die Verwirrung ist perfekt, als auch noch Mias Mutter, Annette Olearius, erscheint, die ihre Tochter bereits sucht. Sie erklärt nun, dass Mia sich allein auf den Weg gemacht habe, um endlich ihren Vater kennenzulernen, nämlich Rufus, mit dem Annette früher eine Beziehung hatte.
Mia ist Autistin und was sie sich in den Kopf setzt, kann man ihr nur schwer ausreden. Aber auch Annette ist der Meinung, dass Rufus sich nun auch mal um seine 15-jährige Tochter kümmern könnte, da sie gerade beruflich ins Ausland müsse. Auch wenn es Toni gar nicht gefällt, entscheidet ihre Mutter, dass Mia in ihrer Pension bleiben könne, als sie bemerkt, dass das Mädchen offensichtlich aufgrund ihrer Begabung einen besonders guten Draht zu Hund Bolko hat. Somit könnte sie sich dann um das Tier kümmern. Toni ist mit dieser eigenmächtigen Entscheidung ihrer Mutter ganz und gar nicht einverstanden und schon bei der feierlichen Eröffnung der Pension am nächsten Tag kommen auch Heidi Zweifel an ihrem Entschluss, denn Mia bringt durch ihr seltsames Verhalten den Empfang vorzeitig zu seinem Ende. Leider ist Mia auch in der Küche keine Hilfe, da sie jegliche Anordnung wörtlich nimmt. Als sie aus Trotz mit Bolko spazieren geht, kommt sie ohne ihn zurück. Angeblich wollte er nicht mit zurück, weil ihm die aggressive Stimmung im Haus nicht gefallen würde. Toni ist außer sich und nachdem das Tier wiedergefunden ist, ordnet sie für Mia Stubenarrest an.
Heidi versucht ihre Tochter aufzumuntern und beide sind sich darüber einig, mit Mia die richtige Umgangsform finden zu müssen. Toni fällt das jedoch nach wie vor schwer. Sobald sie einen Versuch unternimmt das Verhältnis zu Mia aufzubessern, schlägt dies regelmäßig fehlt. Allmählich begreift sie allerdings, dass Mia keine Belastung für sie ist, sondern eine Chance, die Probleme des Lebens neu zu erkennen, zu begreifen und anzunehmen. So bezieht sie Mia mit in die Küchenarbeit ein und gibt ihr Aufgaben, die sie auch versteht und bewältigen kann. Lustigerweise schneidet Mia das Gemüse für den Salat nicht nur in schöne gleichmäßige Stücke, sondern ordnet sie auch noch ganz ordentlich nebeneinander an.
Als Rufus zurückkehrt, kann Mia endlich ihren Vater kennenlernen. Toni hatte ihn bereits telefonisch auf seine Tochter vorbereitet und er ist ziemlich verwirrt von ihrer Direktheit. Auch Mias Mutter kommt zurück, um ihre Tochter wieder abzuholen. Als sie dabei auf Rufus trifft, geraten die beiden heftig in Streit. Mia ist davon so genervt, dass sie einfach Rufus’ Auto nimmt und wegfährt. Tonis Mutter hatte ihr von einem See erzählt und den möchte sie nun sehen. Toni, Rufus, Heidi und Annette eilen ihr hinterher und holen sie zurück. Froh, dass alles so glimpflich ausgegangen ist, findet sich Rufus bereit sich seiner Verantwortung zu stellen. Damit er seine Tochter besser kennenlernen kann, soll Mia nun öfter kommen und ihn besuchen.

## Nebenhandlung
Tonis Exfreund HaJü versucht krampfhaft seine Anstellung in dem Landgasthof zurückzubekommen, doch Rufus hatte es abgelehnt, weil er ihm die Mitschuld an der Prügelei auf seiner Hochzeit gibt. So versucht er sein Glück bei Toni und Heidi. Um wieder mitarbeiten zu können, greift er zu einer List und dreht heimlich die Glühlampen der Terrasse im Pensionsbereich locker. Sein Plan geht auf und er darf wiederkommen. Insgeheim hofft HaJü noch immer Tonis Herz wieder zurückerobern zu können.

## Hintergrund
Meine Mutter will ein Enkelkind wurde im Auftrag von Degeto Film von der „Bantry Bay Productions“ produziert und vom 22. April bis zum 11. Juli 2019 unter dem Arbeitstitel Meine Mutter macht mich fertig in Köln und Umgebung gedreht.

## Rezeption

### Einschaltquote
Die Erstausstrahlung der Meine Mutter will ein Enkelkind erfolgte am 3. April 2020 und wurde in Deutschland von 4,68 Millionen Zuschauern gesehen. Er erreichte einen Marktanteil von 13,3 Prozent für Das Erste.

### Kritiken
Tilmann P. Gangloff wertete für Tittelbach.tv und meinte: Während der dritte Teil „wie eine anfangs köstliche, aber nach mehrfachem Aufwärmen mit zuviel Wasser verdünnte Sauce“ wirkte, „gelingt es Pfannenschmidt, die Qualität mit dem vierten Film wieder zu steigern.“ Doch „auch wenn der vierte Teil insgesamt stimmiger wirkt und die junge Linda Stockfleth ihre Sache sehr gut macht: Die Dramaturgie der Geschichten ist ebenso schlicht wie die ans Boulevardtheater erinnernde Umsetzung.“